# Elezioni generali in Nigeria del 1999
Le elezioni generali in Nigeria del 1999 si tennero il 20 febbraio per l'elezione dei membri del Parlamento e il 27 febbraio per l'elezione del Presidente.

## Risultati

### Elezioni presidenziali
| Olusegun Obasanjo | Partito Democratico Popolare                          | 18 738 154 | 62,78 |  |  |  |  |  |
| Olu Falae         | Partito di Tutto il Popolo-Alleanza per la Democrazia | 11 110 287 | 37,22 |  |  |  |  |  |
| Totale            | Totale                                                | 29 848 441 | 100   |  |  |  |  |  |
|                   |                                                       |            |       |  |  |  |  |  |
| Voti non validi   | Voti non validi                                       | 431 611    | 1,43  |  |  |  |  |  |
| Votanti           | Votanti                                               | 30 280 052 | 52,26 |  |  |  |  |  |
| Elettori          | Elettori                                              | 57 938 945 |       |  |  |  |  |  |

### Elezioni parlamentari

#### Camera dei rappresentanti
| Liste                        | Voti | %    | Seggi |
| ---------------------------- | ---- | ---- | ----- |
| Partito Democratico Popolare |      | 57,1 | 206   |
| Partito di Tutto il Popolo   |      | 30,6 | 74    |
| Alleanza per la Democrazia   |      | 12,4 | 68    |
| Totale                       |      |      | 348   |